# Peripterygia marginata
Peripterygia marginata là một loài thực vật có hoa trong họ Dây gối. Loài này được (Baill.) Loes. mô tả khoa học đầu tiên năm 1906.